# Kammbach-Niederung
Kammbach-Niederung este o arie protejată (sit de importanță comunitară — SCI, arie de protecție specială avifaunistică — SPA) din Germania întinsă pe o suprafață de 1.834,9 ha, integral pe uscat.

## Localizare
Centrul sitului Kammbach-Niederung este situat la coordonatele 48°34′18″N 7°55′36″E / 48.5717°N 7.9267°E.

## Înființare
Situl Kammbach-Niederung a fost declarat arie de protecție specială avifaunistică în noiembrie 2007 pentru a proteja 16 specii de animale. Situl a fost protejat și ca sit de importanță comunitară în noiembrie 2007.

## Biodiversitate
Situată în ecoregiunea continentală, aria protejată nu include niciun habitat protejat.
La baza desemnării sitului se află mai multe specii protejate de  păsări (16): pescăruș albastru (Alcedo atthis), barză albă (Ciconia ciconia ciconia), erete de stuf (Circus aeruginosus), erete vânăt (Circus cyaneus), prepeliță (Coturnix coturnix), ciocănitoare neagră (Dryocopus martius), egretă albă (Egretta alba), șoimul rândunelelor (Falco subbuteo), becațină comună (Gallinago gallinago), sfrâncioc roșiatic (Lanius collurio), sfrâncioc mare (Lanius excubitor excubitor), pescăruș-cu-cap-negru (Larus melanocephalus), codobatura galbenă (Motacilla flava), Numenius arquata arquata, mărăcinar negru (Saxicola torquatus), nagâț (Vanellus vanellus).